# Schlosskirche Mailberg

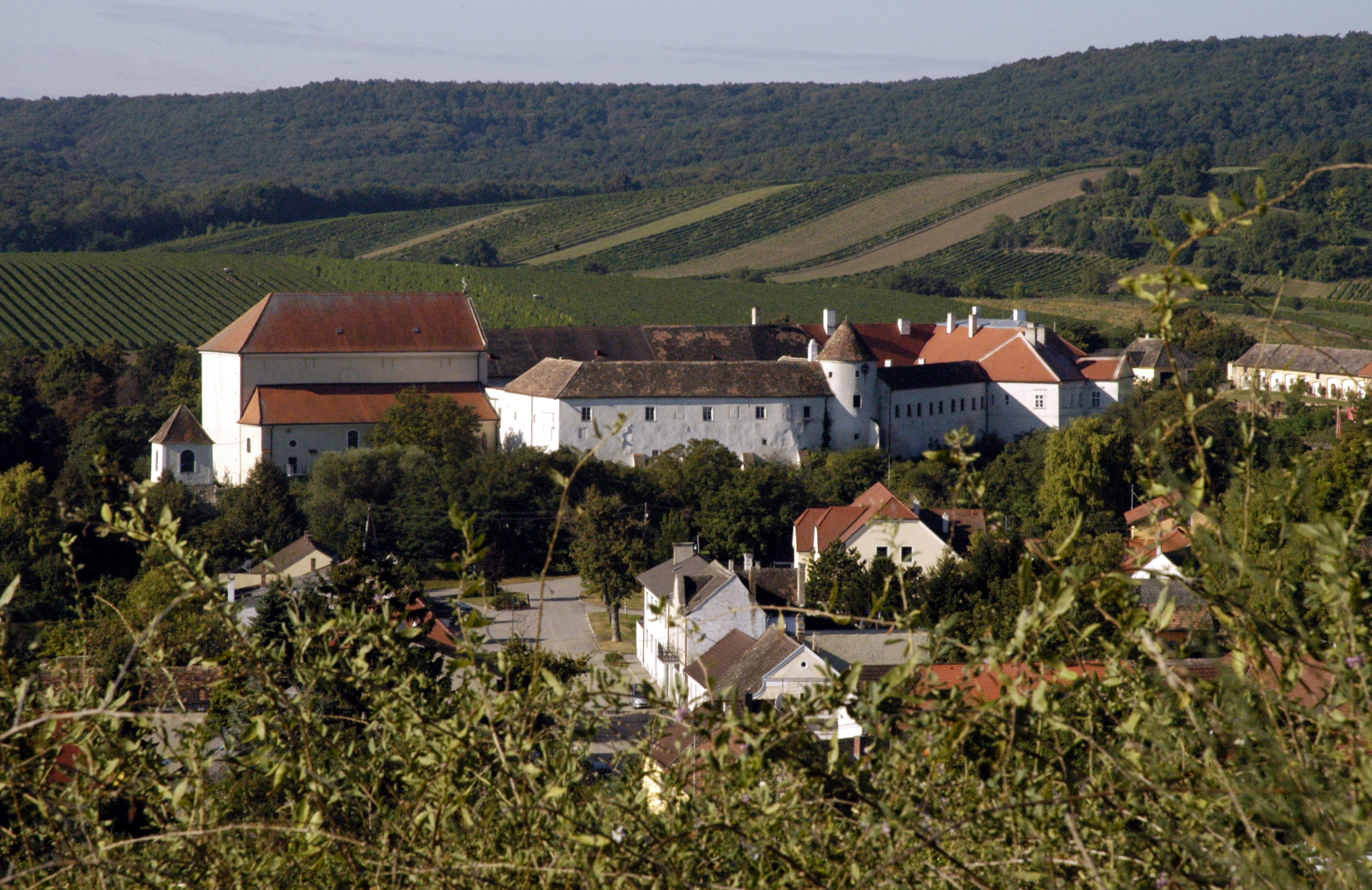
Katholische Schlosskirche hl. Johannes der Täufer in Mailberg, links

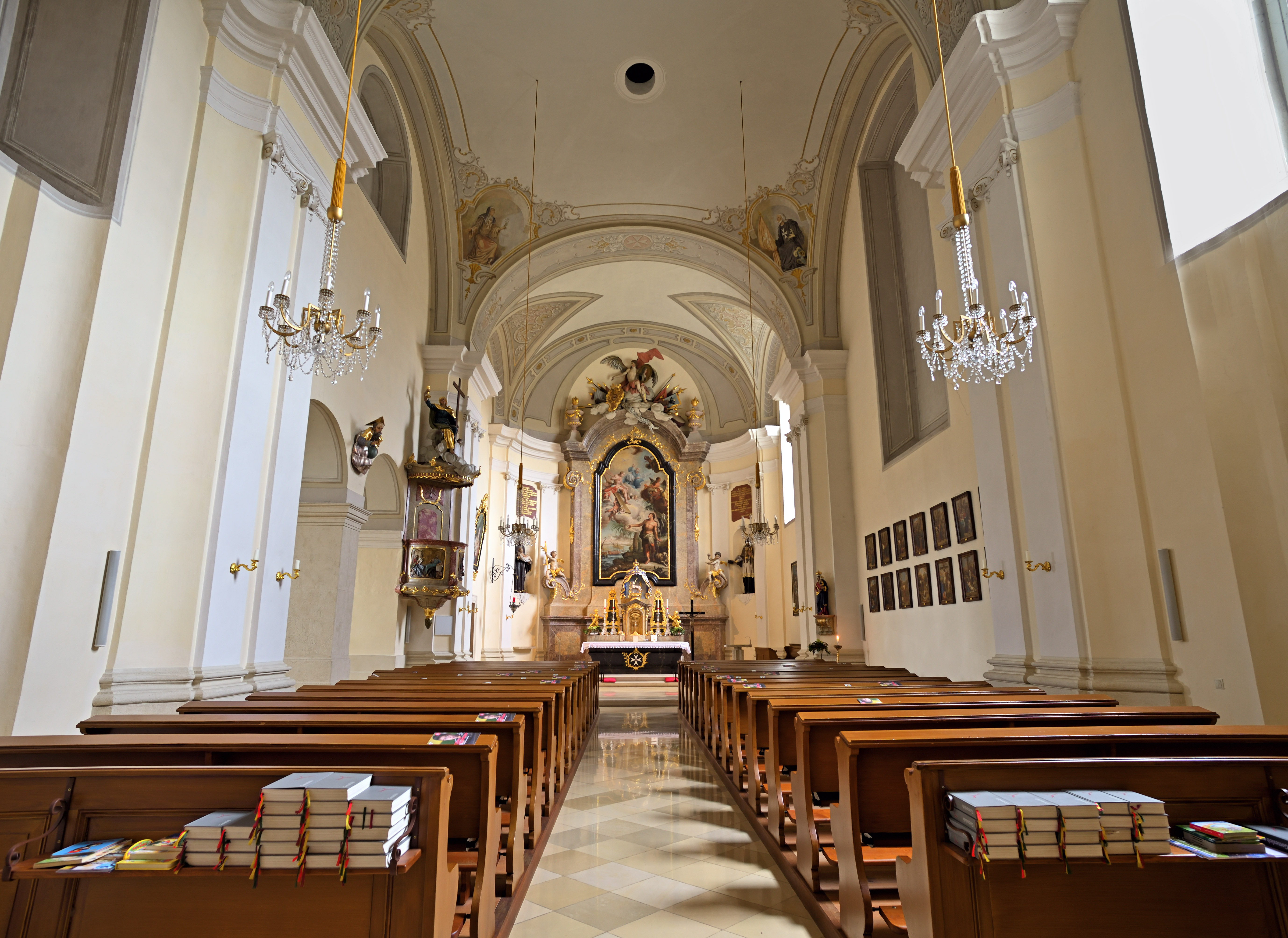
Langhaus: Blick zum Chor

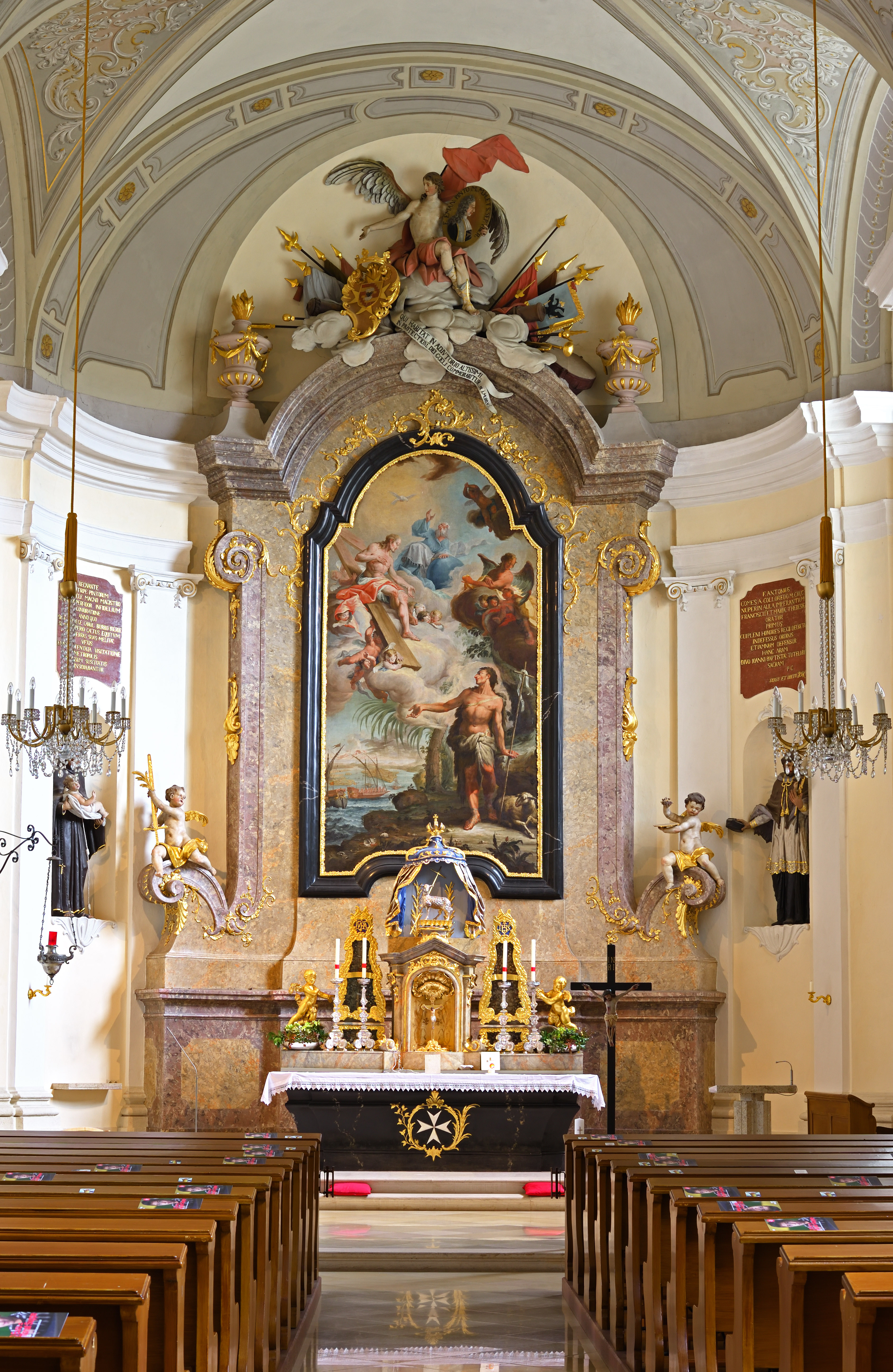
Chor: Hochaltar

Die Schlosskirche Mailberg steht weit vorragend im Osten vom Schloss Mailberg in der Marktgemeinde Mailberg im Bezirk Hollabrunn in Niederösterreich. Die dem Patrozinium hl. Johannes der Täufer unterstellte römisch-katholische Pfarrkirche – dem Souveränen Malteserorden inkorporiert – gehört zum Dekanat Retz-Pulkautal im Vikariat Unter dem Manhartsberg der Erzdiözese Wien. Die Kirche steht unter Denkmalschutz (Listeneintrag).

## Geschichte
Die Gründung der Pfarre wurde in der Mitte des 12. Jahrhunderts angenommen und 1207 urkundlich genannt.
Der im Kern gotische Kirchenbau wurde 1608 und um 1751 barock verändert. 1983/1984 wurde die Kirche außen restauriert.

## Architektur
Das Kirchenäußere zeigt im Schlosshof eine schlichte Giebelfassade mit der Bauinschrift 1608 und 1751, eine gotische Blendmaßwerkplatte zeigt das Doppelwappen Malteser Ritterorden und Mailberg. Die Portalvorhalle mit Volutengiebel ist aus der Mitte des 18. Jahrhunderts. Am Langhaus stehen nordseitig niedrigere gotische Anbauten einer Kapelle und Sakristei, welche durch barocke Zwischenbauten über die ganze Länge ergänzt und zusammengeführt wurde. Das hochmittelalterliche Quadermauerwerk wurde durch gotisches Bruchsteinmauerwerk ergänzt. Die Südfront zeigt den Rest eines spitzbogigen spätgotischen profilierten Gewändes eines ehemaligen Seitenportales sowie zwei spitzbogige Schildarkaden und Rippenanläufe eines ehemaligen Kreuzganggewölbes auf polygonalen Trichterkonsolen um 1400, darüber ein gotisches spitzbogenfensterchen. An der Nordfront zeigt der westliche Kapellenanbau Lanzettfenster aus dem 14. Jahrhundert. Die Fenster der Kirche zeigen sich einheitlich als barocke Segmentbogenfenster.
Das Kircheninnere zeigt sich als barocker zentralisierter Saalraum um 1751, das quadratische platzlgewölbte Hauptjoch steht zwischen je einem kürzeren Joch mit einer Stichkappentonne, das Ostjoch als Chor wird durch eine segmentbogenartige Apsisausrundung geschlossen.

## Ausstattung
Der Hochaltar aus der Mitte des 18. Jahrhunderts zeigt sich mit Stuckmarmor mit einem sich in die Apsis schmiegenden Volutenretabel, welches sich mit der Gesimsverdachung in die Raumgliederung einfügt. Das Hochaltarblatt hl. Johannes der Täufer schuf der Maler Josef Biedermann 1752. Er zeigt Seitenfiguren in Mauernischen, Hll. Antonius von Padua und Johannes Nepomuk und einen bekrönenden Engel mit einem Bildnismedaillon zu Großmeister Pinto mit Kriegstrophäen, der freistehende Altar trägt eine Tabernakel.
Die Orgel baute Josef Silberbauer 1793. Eine Glocke mit dem Namen „Sauwühl“ nennt Franz Josef Scheichel 1761.

## Grabdenkmäler
- Rotmarmorgrabstein eines Ordenskomturen mit Wappen 1520
- Rotmarmorgrabstein eines Ordenskomturen figural 1554